# Aloë (preparat)
Aloë-preparatet utgörs av inkokad mjölksaft från flera aloë-arter växande i Sydafrika och Västindien.
Preparatet utgörs av bruna stycken med stark, bitter smak. Det används som laxermedel.
Det verksamma ämnet är aloin, C17H18O7.
Med hjälp av salpetersyra kan olika antracenderivat framställas, som kan användas som aloë-purpur och andra röda, gröna, bruna och grå färgämnen.

## Källa[1]
1. ↑  Per Teodor Cleve: Kemiskt handlexikon, Gebers, Stockholm, 1883